# Дуріни
Ду́ріни (рос. Дурины) — присілок у складі Афанасьєвського району Кіровської області, Росія. Входить до складу Гордінського сільського поселення.
Населення становить 4 особи (2010, 4 у 2002).
Національний склад станом на 2002 рік — росіяни 100 %.